# Mahone Bay (miasto)
Mahone Bay (do 1848 Kinburn) – miasto (town) w kanadyjskiej prowincji Nowa Szkocja, w hrabstwie Lunenburg, podjednostka podziału statystycznego (census subdivision). Według spisu powszechnego z 2016 obszar miasta to: 3,12 km², a zamieszkiwało wówczas ten obszar 1036 osób (gęstość zaludnienia 332,1 os./km²).
Miejscowość w pierwszej połowie XIX w. (do 1848) nosząca oficjalnie nazwę Kinburn po ustanowieniu w niej w powyższym roku urzędu pocztowego przyjęła się nazwa współcześnie używana pochodząca od mahonne – francuskiego określenia na pewien typ statku stosowany przez korsarzy, 31 marca 1919 otrzymała status miasta (town).